# Nelson Can
Nelson Can var en dansk rocktrio, der blev dannet i 2011, og som primært anvendte vokal, bas og trommer. Bredere harmonier blev opnået med bl.a. fløjten, nynnen samt vokalharmonier. I modsætning til mange andre rockgrupper, blev der aldrig spillet guitar i Nelson Can.
Deres debutsingler "Apple Pie" og "People's Republic of China" blev udgivet på det nu lukkede musikforum bandbase.dk. Førstnævnte nåede at blive én af de sidste redaktionsanbefalede singler, før siden lukkede ned. Siden opnåede de en fanskare, før den daværende trommeslager Tam Vibberstoft forlod bandet og blev erstattet af Maria Juntunen.
Signe SigneSigne og Selina Gin stiftede tidligere sammen punkbandet Niels På Dåse, der senere ændrede navn til Nelson Can (Niels På: Nels-on / Dåse: Can). Bandet udgav herefter en række EP'er og singler, heriblandt den velmodtagne dobbeltsingle "Call Me When You Wanna Get Laid / Attack", inden de i 2014 udgav deres første album Now Is Your Time to Deliver, der desuden udkom digitalt. Albummet blev udgivet på bandets eget pladeselskab Like A Can Of Beans Records og finansieret gennem crowdfunding. Bandet indsamlede 25.228 DKK, hvilket var 170 % af deres mål. Now Is Your Time to Deliver fik 4 af 6 mulige stjerner i Gaffa.
EP'en EP3 fra 2017 blev rigtig fint modtaget af anmelderne og fik blandt andet 5/6 stjerner i Gaffa, 5/6 stjerner i Soundvenue og 5/6 hjerter i Politiken.
Albummet So Long Desire blev udsendt 30. januar 2020. Albummet markerede sammen med to koncerter i henholdsvis VoxHall i Århus (29. januar 2020) og Store Vega i København (30. januar 2020) afslutningen på bandet, som herefter opløses. So Long Desire fik blandt andet 6/6 stjerner i Gaffa og 5/6 stjerner i Soundvenue.

## Medlemmer
- Selina Gin, vokal, percussion, synthesizer (2011-2020)
- Maria Juntunen, trommer (2012-2020)
- Signe SigneSigne (Signe Wisby Tobiassen), bas, vokal (2011-2020)
- Tam Vibberstoft, trommer (2011-2012)

## Medieoptrædener
Nelson Can spillede førstesinglen "Talk About It" fra deres debutplade Now Is Your Time to Deliver i GO' Morgen Danmark på TV 2 den 16. september 2014.
Nelson Can optrådte til P3 Guld 22. september 2017 med nummeret Break Down Your Walls der tidligere på året var ugens uundgåelige på P3.

## Diskografi

### Album
- Now Is Your Time to Deliver (2014)
- So Long Desire (2020)

### EP
- EP (2012)
- EP2 (2014)
- EP3 (2017)